# Сан Джорджо Йонико
Сан Джо̀рджо Йо̀нико (на италиански: San Giorgio Ionico, със стара ортография San Giorgio Jonico) е град и община в Южна Италия, провинция Таранто, регион Пулия. Разположен е на 75 m надморска височина. Населението на града е 15 975 души (към 31 август 2009).